# Дания на «Евровидении-1978»
Дания принимала участие в двадцать третьем выпуске телевизионного конкурса Евровидение-1978, который состоялся 22 апреля в Париже, Франция. Страна вернулась после длительного перерыва, начавшегося в 1967 году из-за изменения политики руководства Датского радио. Данию представляла группа Mabel с песней Boom Boom, написанной её участниками. По итогам голосования она заняла 16-е место из 20, набрав 13 баллов. Несмотря на столь скромный результат, Дания решила продолжить участие на Евровидение. Поэтому, Boom Boom стала предшественницей датской заявки на Евровидение-1979 Disco Tango в исполнении Томми Зибаха. Конкурс был показан DR на канале DR1 с комментариями Юргена де Милюса. Глашатаем, объявлявшим очки датского жюри, был Бент Эниус.

## До «Евровидения»

### Dansk Melodi Grand Prix 1978
Начиная с 1957 года телекомпания Датское радио (DR) отвечает за организацию отбора заявки на Евровидение и дальнейшую трансляцию конкурса. Вплоть до 1966 года все заявки отбирались путём организации национального отбора под названием Dansk Melodi Grand Prix. После того, как Дания объявила о своём возвращении на Евровидение, DR возобновило проведение Dansk Melodi Grand Prix. Он состоялся 25 февраля 1978 года в концертном зале Тиволи в Копенгагене. Ведущим был Юрген де Милюс. Шесть песен прозвучало во время отбора, а победитель определялся путём голосования жюри из восьми городов Дании. Среди конкурсантов было двое из трёх победителей Евровидения от Дании: Грета Ингманн (Евровидение-1963) и братья Олсен (Евровидение-2000).
| Порядковый номер | Исполнитель                    | Название песни             | Дирижёр         | Очки | Место |
| ---------------- | ------------------------------ | -------------------------- | --------------- | ---- | ----- |
| 1                | Братья Олсен                   | San Francisco              | Оле Курт Йенсен | 37   | 2     |
| 2                | Flair                          | Du var superstar           | Педер Крагеруп  | 29   | 3     |
| 3                | Дайми Джентл и Birds of Beauty | Tornerose                  | Оле Курт Йенсен | 9    | 6     |
| 4                | Грета Ингманн                  | Eventyr                    | Лейф Педерсен   | 23   | 5     |
| 5                | Mabel                          | Boom Boom                  | Хелмер Олесен   | 46   | 1     |
| 6                | Улла Нойманн                   | Hvem, hvad og hvorfor ikke | Оле Курт Йенсен | 24   | 4     |

## На «Евровидении»
В Париже группа Mabel выступила под номером 16, между Грецией и Люксембургом. По итогам голосования она заняла 16-е место из 20, набрав 13 баллов. Датское жюри 12 баллов присудило Испании. Дирижёром оркестра во время исполнения датской заявки был Хелмер Олесен.

### Голосование
| Очки      | Страна       |
| --------- | ------------ |
| 12 баллов |              |
| 10 баллов |              |
| 8 баллов  |              |
| 7 баллов  |              |
| 6 баллов  | - Франция    |
| 5 баллов  |              |
| 4 балла   | - Израиль    |
| 3 балла   |              |
| 2 балла   | - Австрия    |
| 1 балл    | - Нидерланды |

| Очки      | Страна     |
| --------- | ---------- |
| 12 баллов | Испания    |
| 10 баллов | Монако     |
| 8 баллов  | Франция    |
| 7 баллов  | Люксембург |
| 6 баллов  | Израиль    |
| 5 баллов  | Нидерланды |
| 4 балла   | Греция     |
| 3 балла   | Швейцария  |
| 2 балла   | Австрия    |
| 1 балл    | Германия   |